# Amlapur, Bidar
Amlapur là một làng thuộc tehsil Bidar, huyện Bidar, bang Karnataka, Ấn Độ.